# Xã Briar Creek, Quận Columbia, Pennsylvania
Xã Briar Creek (tiếng Anh: Briar Creek Township) là một xã thuộc quận Columbia, tiểu bang Pennsylvania, Hoa Kỳ. Năm 2010, dân số của xã này là 3.016 người.